# Гилюй (поезд)
«Гилю́й» — скорый фирменный поезд № 81/82 сообщением Тында — Благовещенск, формирования вагонного участка Тында Дальневосточного филиала ОАО «ФПК». Поезд ходит через день, время отправления регулируется посезонно. Время в пути — 16 часов 17 минут. В состав поезда входит 10 вагонов. Ранее купейные вагоны были окрашены в сине-голубой цвет, плацкартные вагоны окрашены в серый цвет, установленный новыми стандартами «РЖД».

## История
До лета 1992 года пассажирское сообщение между Тындой и Благовещенском осуществлялось одним купейным вагоном беспересадочного сообщения Тында — Благовещенск. Однако в связи с ростом потока пассажиров из северных районов Приамурья и Якутии было решено сформировать новый состав Тында — Благовещенск. 1 июня 1992 года был пущен первый поезд № 279/280 до Благовещенска, состоящий из 10 вагонов. В июле 1992 года был назначен конкурс по улучшению этого поезда. В 1994 году пассажирский поезд Тында — Благовещенск стал скорым фирменным поездом № 81/82. Новый начальник поезда назвал его «Гилюем» в честь таёжной реки, которая протекает через Тынду. До 2003 года вагоны «Гилюя» были окрашены в зелёный цвет с жёлтой полосой посередине. После очередного конкурса было решено перекрасить поезд в синий цвет, подобно цвету речной воды. Таким образом, летом 2004 года вагоны фирменного поезда «Гилюй» приобрели новый вид, став ярко-синими с белой полосой посередине. В настоящее время в связи с ребрендингом компании «РЖД» все вагоны стали стандартного серого цвета с красным логотипом компании.
4 июня 2010 года были заменены старые плацкартные вагоны. Вагоны собраны на Тверском вагоностроительном заводе. Они оснащены современной техникой и удобствами, в частности действуют биотуалеты, энергосберегающие светодиодные светильники и электронные информационные панели.
В составе поезда курсирует беспересадочный вагон сообщением Томмот — Благовещенск формирования АК «Железные дороги Якутии».

## Интересные факты
- В 2008 году было перевезено 103 тысячи пассажиров, которым было предоставлено услуг на 788 тысяч рублей
- «Гилюй» — единственный фирменный поезд, который формируется в Приамурье[4]
- В 2013 году бригада фирменного поезда под руководством начальника поезда Мильхера Олега Викторовича получила «Паспорт доверия» — высший знак качества ОАО «ФПК»

## Схема поезда
- Купе (Вагоны 5/11, 8/8, 7/9);
- Вагон-ресторан (между вагонами 7 и 11 (при следовании из Благовещенска) между вагонами 5 и 9 (при следовании из Тынды);
- Плацкартный (Вагоны 2/14, 3/13, 4/12, 10/6);
- Общий вагон (Вагон 11/5);
- В штабном вагоне имеется купе для инвалидов (Вагон 9/7);

## Маршрут
| Станция      | Время прибытия, местное время | Время отправления, местное время |
| ------------ | ----------------------------- | -------------------------------- |
| Тында        | -                             | 16:48                            |
| Беленькая    | 17:49                         | 17:50                            |
| Заболотное   | 18:18                         | 18:19                            |
| Силип        | 18:45                         | 18:46                            |
| Аносовская   | 19:08                         | 19:09                            |
| Пурикан      | 19:30                         | 19:31                            |
| Муртыгит     | 19:52                         | 20:07                            |
| Штурм        | 20:44                         | 20:45                            |
| Сковородино  | 21:49                         | 22:19                            |
| Магдагачи    | 01:38                         | 01:53                            |
| Тыгда        | 02:55                         | 02:57                            |
| Шимановская  | 05:11                         | 05:13                            |
| Ледяная      | 05:48                         | 05:50                            |
| Свободный    | 06:26                         | 06:28                            |
| Белогорск    | 07:20                         | 07:50                            |
| Благовещенск | 09:53                         | -                                |

| Станция      | Время прибытия, местное время | Время отправление, местное время |
| ------------ | ----------------------------- | -------------------------------- |
| Благовещенск | -                             | 16:44                            |
| Белогорск    | 18:42                         | 19:12                            |
| Свободный    | 20:01                         | 20:03                            |
| Ледяная      | 20:39                         | 20:41                            |
| Шимановская  | 21:19                         | 21:21                            |
| Тыгда        | 23:29                         | 23:31                            |
| Магдагачи    | 00:29                         | 00:44                            |
| Сковородино  | 03:38                         | 04:08                            |
| Штурм        | 05:10                         | 05:19                            |
| Муртыгит     | 05:59                         | 06:01                            |
| Пурикан      | 06:24                         | 06:25                            |
| Аносовская   | 06:50                         | 06:51                            |
| Силип        | 07:09                         | 07:10                            |
| Заболотное   | 07:34                         | 07:35                            |
| Беленькая    | 08:02                         | 08:03                            |
| Сети         | 08:32                         | 08:33                            |
| Тында        | 09:01                         |                                  |